# إيفور باول
إيفور باول (بالإنجليزية: Ivor Powell)‏ (5 يوليو 1916 في المملكة المتحدة - 6 نوفمبر 2012) هو مدرب كرة قدم ولاعب كرة قدم بريطاني (وحمل سابقاً جنسية المملكة المتحدة لبريطانيا العظمى وأيرلندا) في مركز نصف الجناح. شارك مع منتخب ويلز لكرة القدم. أما مع النوادي، فقد لعب مع أستون فيلا وبرادفورد سيتي وبورت فايل وكوينز بارك رينجرز ونادي بارنت ونادي باري تاون يونايتد.

## وصلات خارجية
- إيفور باول على موقع قاعدة بيانات كرة القدم.إي يو (الإنجليزية)
- إيفور باول على موقع ناشيونال فوتبول تيمز (الإنجليزية)
- إيفور باول على موقع Soccerbase.com (مدرب) (الإنجليزية)